# Sekhukhune
Sekhukhune (Greater Sekhukhune) – dystrykt w Republice Południowej Afryki, w prowincji Limpopo. Siedzibą administracyjną dystryktu jest Groblersdal.
Dystrykt dzieli się na gminy:
- Makhuduthamaga
- Fetakgomo
- Ephraim Mogale
- Elias Motsoaledi
- Greater Tubatse